# Raphia textilis
Raphia textilis är en enhjärtbladig växtart som beskrevs av Friedrich Welwitsch. Raphia textilis ingår i släktet Raphia och familjen Arecaceae. Inga underarter finns listade i Catalogue of Life.